# Pandora (Mond)
Pandora (auch Saturn XVII) ist der von innen sechste und dreizehntgrößte der 274 bekannten Monde des Planeten Saturn. Als sogenannter Schäfermond umkreist er den Planeten außerhalb des F-Rings der Saturnringe und stabilisiert diesen zusammen mit dem innerhalb kreisenden Partner Prometheus.
Der zarte F-Ring schließt direkt an den hellen, im Fernrohr sichtbaren A-Ring an, ist aber von der Erde aus nicht zu beobachten.

## Entdeckungsgeschichte
Pandora wurde Mitte Oktober 1980 von den Astronomen Stewart A. Collins und D. Carlson gleichzeitig mit dem Mond Prometheus bei Auswertungen von Aufnahmen der Raumsonde Voyager 1, die am 12. November 1980 den Saturn passierte, bereits vor dem Vorbeiflug der Sonde entdeckt.
Am 31. Oktober 1980 wurde die Entdeckung von der Internationalen Astronomischen Union (IAU) bekannt gegeben; der Mond erhielt zunächst die vorläufige Bezeichnung S/1980 S 26. Diese hohe Nummerierung resultierte aus der Meinung, dass Saturn bislang 27 Monde besaß, was sich später als Übertreibung herausstellte. Da viele der „neu entdeckten“ Monde bereits bekannt waren, reduzierte sich die Anzahl auf 16, womit Pandora der 15. entdeckte und bestätigte Saturnmond war. Durch die gleichzeitige Entdeckung von Prometheus und kurz danach des Atlas wurden die römischen Nummerierungen nach der aufsteigenden Reihenfolge der Entfernungen zu Saturn vergeben; Pandora erhielt dadurch die Nummer XVII.

## Benennung
Relativ spät, am 3. Januar 1986 – gleichzeitig mit Prometheus und dem Plutomond Charon – wurde der Mond dann nach Pandora benannt, die nach der Griechischen Mythologie erschaffen wurde, um die Menschen für den Feuerraub des Prometheus zu strafen. Sie ist die erste Frau der Geschichte und wurde auf Anweisung von Zeus von Hephaistos aus Lehm geschaffen. Um sie verführerisch zu gestalten, wird sie von den Göttern mit vielen Gaben wie Schönheit, musikalischem Talent, Geschicklichkeit, Neugier und Übermut ausgestattet. Aphrodite schenkt ihr zudem holdseligen Liebreiz, Athene schmückt sie mit Blumen und Hermes, von dem sie ihren Namen hat, verleiht ihr eine bezaubernde Sprache. Zeus reichte ihr die nach ihr benannte „Büchse der Pandora“, die von jedem der olympischen Götter mit einer besonderen Gabe gefüllt wurden, die bis auf eine einzige alle verderblich waren. Zeus stieg mit Pandora zur Erde hinab und überreichte sie als Geschenk an den Titanen Epimetheus, der Pandora entgegen einer früheren Warnung dessen Bruders Prometheus auch annahm und ehelichte. Pandora (oder ihr Mann Epimetheus) öffnet die Büchse, und die darin aufbewahrten Krankheiten, Plagen, Laster und Untugenden wurden auf die Menschen losgelassen. Bevor auch die einzige positive Gabe – die Hoffnung – aus der Büchse entweichen kann, wird diese wieder geschlossen. So wird die Welt ein trostloser Ort, bis Pandora die Büchse erneut öffnet und auch die Hoffnung in die Welt lässt. Aber das Goldene Zeitalter, in dem die Menschheit von Arbeit, Krankheit und Tod verschont blieb, ist endgültig vorbei.
Seit dem frühen Christentum wird die Geschichte von Pandora oft als Allegorie des biblischen Sündenfalls angesehen. Pandora wird zur verführenden Eva und Epimetheus zum sich verführen lassenden Adam.
Der Name ist aus pan für all-, gesamt, und doron für Gabe, Geschenk zusammengesetzt; traditionell wird er jedoch als „Allbegabte“ übersetzt.

## Bahneigenschaften

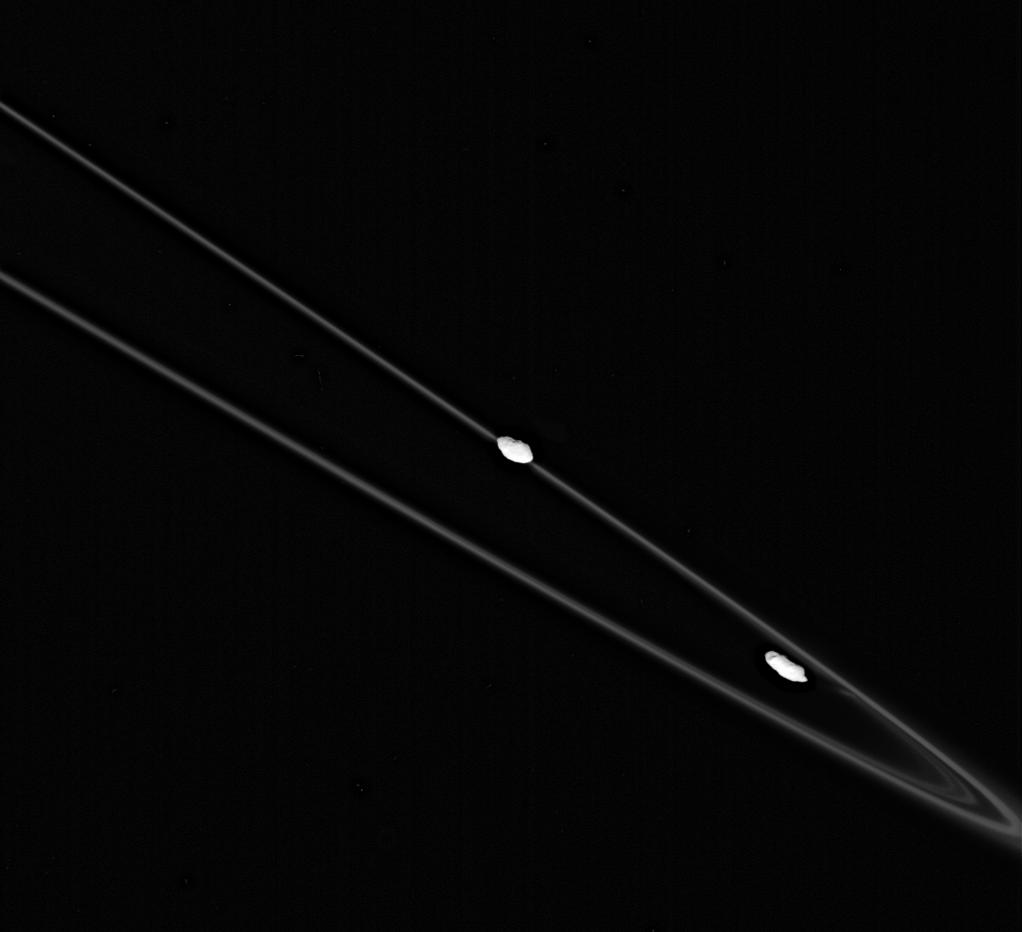
Cassini-Aufnahme vom 29. Oktober 2005 aus 459.000 km von Pandora (Bildmitte) und 483.500 km Entfernung von Prometheus

Pandora umkreist Saturn auf einer prograden Umlaufbahn in einem mittleren Abstand von 141.700 km. Die Bahnexzentrizität beträgt 0,0042, die Bahn ist 0° gegenüber dem Äquator von Saturn geneigt, liegt also fast genau in der Äquatorebene des Planeten. Durch die niedrige Exzentrizität variiert die Bahn in der Entfernung zu Saturn um nur rund 1.200 km.
Pandora umläuft Saturn in 15 Stunden, 5 Minuten. Dies entspricht etwas mehr als der Umlaufzeit des Uranusmondes Cupid. Pandora benötigt für einen Umlauf etwa 23 Minuten länger als der innere Nachbar Prometheus.

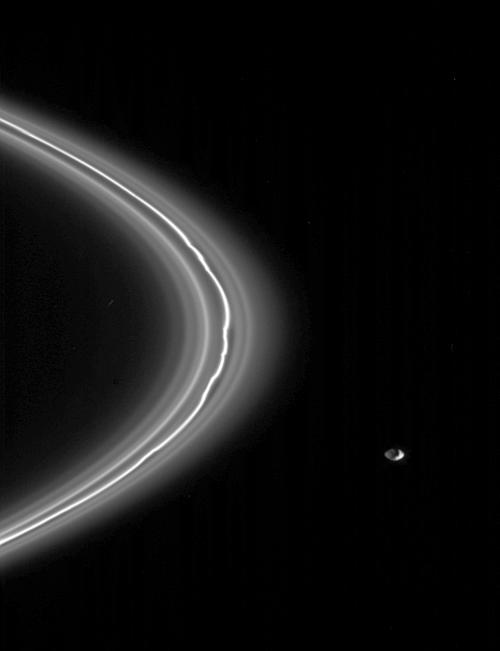
Cassini-Aufnahme von Pandora und dem F-Ring

Der Mond läuft etwa 1.500 km außerhalb des 1979 von der Raumsonde Pioneer 11 entdeckten, schmalen lichtschwachen F-Rings um den Planeten. Sie bewegt sich in der Lücke zwischen dem F-Ring und dem 2006 entdeckten, etwa 5.000 km breiten Janus/Epimetheus-Staubring, von dessen innerer Begrenzung Pandora etwa 7.300 km entfernt ist. Sie wirkt dabei als äußerer Schäfermond mit ihrer Gravitation auf den F-Ring des Saturn ein und verursacht mit dem inneren Schäfermond Prometheus Deformationen im Ring. Vor allem wirkt sich Pandora auch stabilisierend auf den F-Ring aus; sie hält von außen und Prometheus von innen den Ring in seiner schmalen Form, und die Vereinigung der anziehenden Kräfte dieser beiden Monde verhindert, dass der Staub sich in die Breite verteilt.
Die Umlaufbahn von Pandora erscheint chaotisch; sie ist eine Konsequenz von vier 121:118-Bahnresonanzen mit Prometheus. Die merklichsten Änderungen in der Umlaufbahn findet etwa alle 6,2 Jahre statt, wenn die Periapsis von Pandora mit der Apoapsis von Prometheus auf einer Linie liegt und die beiden Körper eine Distanz von etwa 1.400 km trennt. Pandora selbst stört die Umlaufbahn des inneren Nachbars Atlas zu einem gewissen Grad, jedoch weit weniger als der innere Schäfermond Prometheus, mit dem sich Atlas in einer 54:53-Bahnresonanz befindet. Dies führt zu Abweichungen der Atlas-Bahn in der Länge von bis zu 600 km (≈0,25°) von der präzessierenden Keplerbahn mit einer Periode von grob 3 Jahren. Außerdem befindet sich Pandora in einer 3:2-Resonanz mit Mimas.

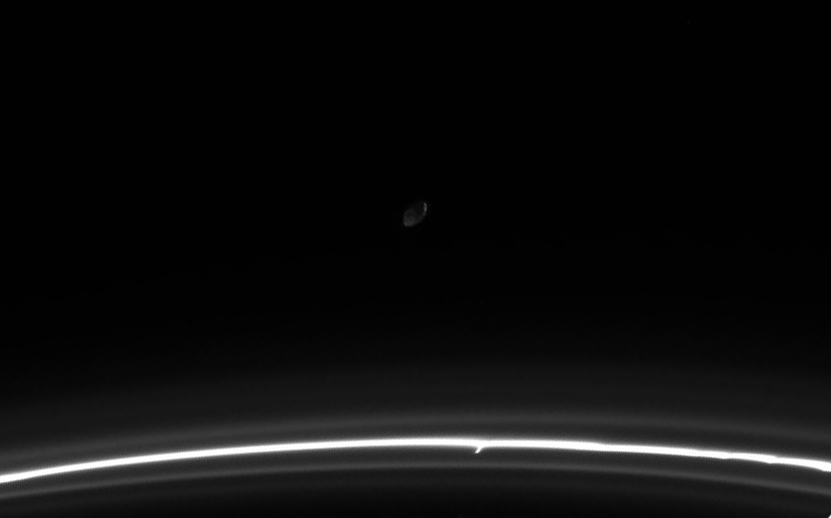
Cassini-Aufnahme von Pandora.

2008 wurden weitere Dynamiken in diesem System entdeckt, die darauf hinweisen, dass kleine „Moonlets“ innerhalb des F-Rings Saturn umlaufen. Diese Moonlets, die vorläufig als S/2004 S 3 und S/2004 S 4 (die möglicherweise derselbe Körper sind und seither nicht mehr gesichtet wurden) und S/2004 S 6 bezeichnet werden, sind wahrscheinlich Verklumpungen von Ringmaterial und passieren wegen Bahnstörungen durch den inneren Nachbarn Prometheus kontinuierlich den schmalen und dichtesten Kern des Ringes.
Der Mond umläuft Saturn innerhalb eines kritischen Abstandes, der sogenannten Roche-Grenze, was einen größeren Mond in diesem Bereich zum Zerbersten bringen würde. Wahrscheinlich wird Pandora nur aufgrund ihrer geringen Größe oder einem lockeren inneren Aufbau vor diesem Schicksal bewahrt.

## Physikalische Eigenschaften

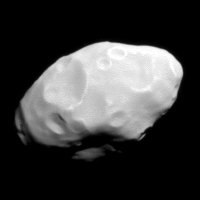
Cassini-Aufnahme von Pandora am 3. Juni 2010 aus 101.000 km Entfernung

### Größe
Pandora hat einen mittleren Durchmesser von 80,6 km. Auf den Aufnahmen der Cassini- und Voyager-Sonden erscheint Pandora als ein sehr unregelmäßig geformtes, extrem längliches Objekt mit Abmessungen von 104 × 82 × 64 km, wobei die Längsachse auf Saturn ausgerichtet ist.
Von der Größe her ist Pandora am ehesten mit den Uranusmonden Cressida und Juliet oder dem Neptunmond Thalassa zu vergleichen.
Die Gesamtfläche von Pandora beträgt schätzungsweise 20.820 km², dies entspricht in etwa der Fläche von Slowenien.

### Innerer Aufbau
Die mittlere Dichte von Pandora ist mit 0,49 g/cm³ weitaus geringer als die der Erde und sogar wesentlich niedriger als die Dichte von Saturn; sie ist so niedrig, dass Pandora auf Wasser schwimmen würde. Dies weist darauf hin, dass der Mond überwiegend aus Wassereis zusammengesetzt ist.

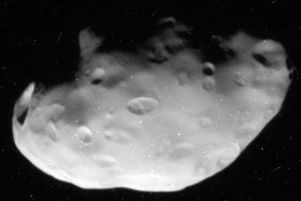
Cassini-Aufnahme von Pandora am 5. September, worauf die Strahlensysteme zu erkennen sind.

Dass Pandora Saturn innerhalb der Roche-Grenze umläuft, weist darauf hin, dass sie entweder eine sehr feste innere Struktur hat, oder dass sie zu den porösen sogenannten Rubble Piles gehört, die durch die vergleichsweise schwache Gravitation im Innern Hohlräume aufweisen. Durch die extrem niedrige mittlere Dichte ist die letztgenannte Hypothese wahrscheinlicher.

### Oberfläche
Die Oberfläche von Pandora weist viele Einschlagskrater auf, mehr als Prometheus, jedoch weniger als Epimetheus und Janus. Es lassen sich mindestens zwei größere Einschlagkrater mit 30 km Durchmesser erkennen. Die Oberfläche weist auch Strahlensysteme auf.
Pandora besitzt eine relativ hohe Albedo von etwa 0,5, was bedeutet, dass sie eine sehr helle Oberfläche besitzt, die 60 % des eingestrahlten Sonnenlichts reflektiert. An ihrer Oberfläche beträgt die Schwerebeschleunigung 0,006 m/s², dies entspricht etwa 0,6 ‰ der irdischen.

## Erforschung

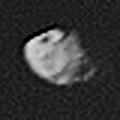
Beste Voyager-2-Aufnahme von Pandora 1981

Pandora weist eine scheinbare Helligkeit von 16,4m auf. Seit der Entdeckung und der Bestätigung 1980 und den Voyager-Vorbeiflügen wurde Pandora von erdgebundenen Teleskopen sowie vom Hubble-Weltraumteleskop untersucht und ihre Bahnpararameter konnten dadurch präzisiert werden.
Pandora wurde bislang von drei Raumsonden besucht, namentlich von den Vorbeiflugsonden Voyager 1 am 12. November 1980 und Voyager 2 am 25. August 1981 sowie dem Saturn-Orbiter Cassini, der den Saturn vom 1. Juli 2004 bis zum 15. September 2017 umkreiste. Pandora wurde von Cassini mehrmals ins Visier genommen, sodass ihre Größe und Form sowie ihre orbitalen Parameter mittlerweile ziemlich genau bekannt sind. Der nächste Vorbeiflug von Cassini ereignete sich während des 14. Umlaufs um Saturn am 5. September 2005, als die Sonde Pandora in einer Entfernung von 52.000 km passierte. Dabei konnten einige gut aufgelöste Aufnahmen gemacht werden.